# On a Plain
„On a Plain“ je skladba americké grungeové skupiny Nirvana, jejímž autorem je Kurt Cobain. Vyšla v roce 1991 k albu Nevermind. Cobain ji napsal roku 1990. Skladba se objevila jak na obrazovém videu Live! Tonight! Sold Out!!, tak na pozdějším akustickém živém albu MTV Unplugged in New York.